# Friedrick van Stegeren

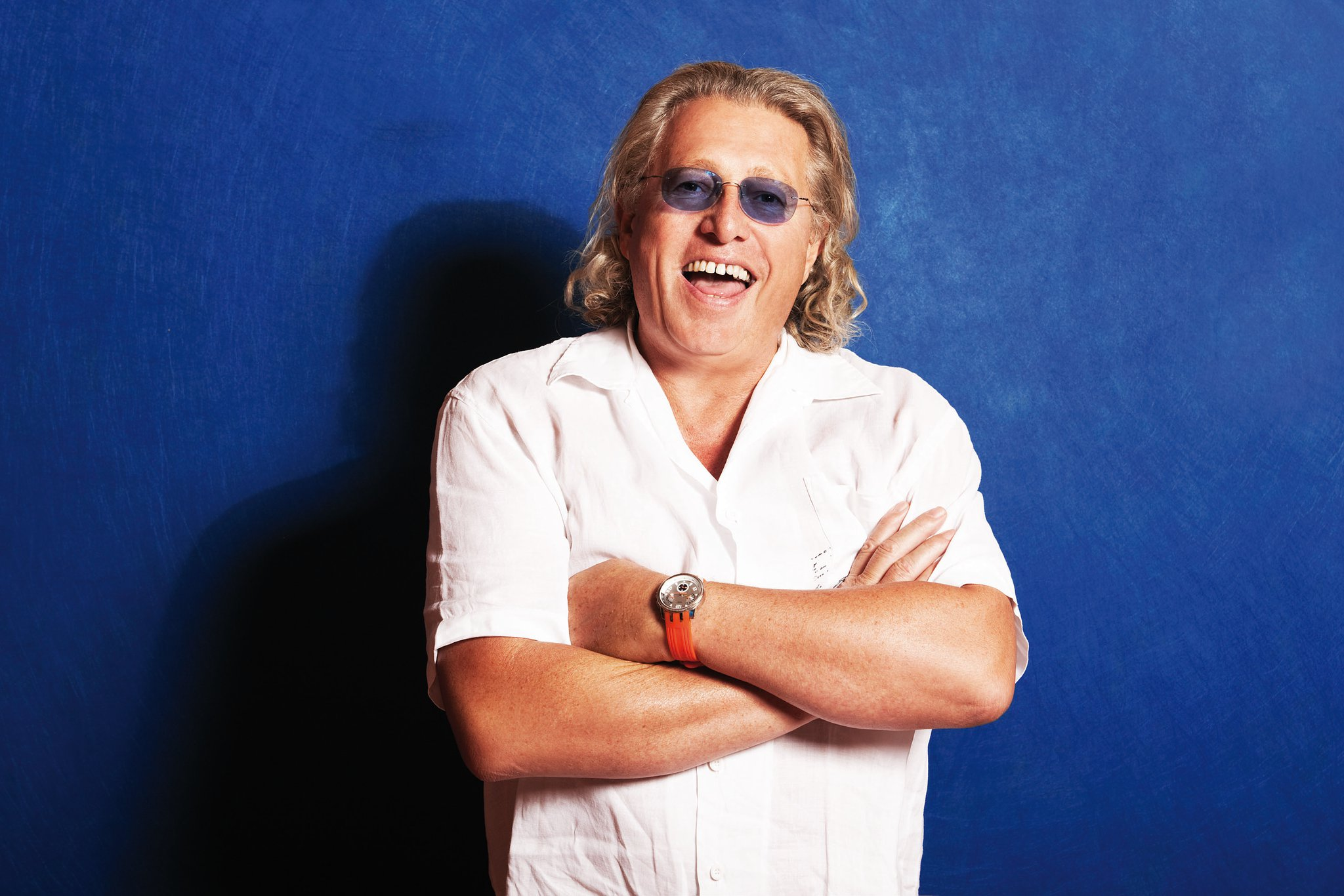
Friedrick van Stegeren

 Friedrick van Stegeren (Deventer, 19 april 1950) is een tot Italiaan genaturaliseerde Nederlands diskjockey bij de Italiaanse radiozender Radio Norba.
Van Stegeren, bijgenaamd Federico l'olandese volante ('Frederik de vliegende Hollander'), groeide op in Nederland en aan het Gardameer. Hij heeft architectuur gestudeerd aan de universiteit van Amsterdam in 1969. Van 1972 tot 1976 werkte hij voor Radio Monte Carlo gevolgd door een betrekking bij Radio 105 in Milaan waar hij tot eind 1991 een belangrijke stem had.
Vanaf 1994 is hij bij RTL 102.5, soms als televisiepresentator, variërend van alleen zijn stem, zoals in Il Gioco dei 9, of het leiden van een van de eerste afleveringen van een muziekprogramma op Canale 5 met de naam Popcorn of het marathonprogramma 80 all'ora (Italia 1).
Iedere middag van maandag tot en met vrijdag presenteerde hij samen met de Italiaans-Engelse Cristina Borra het radioprogramma The flight tot 5 november 2010 toen hij overstapte naar R101.